# Hungry Jack's

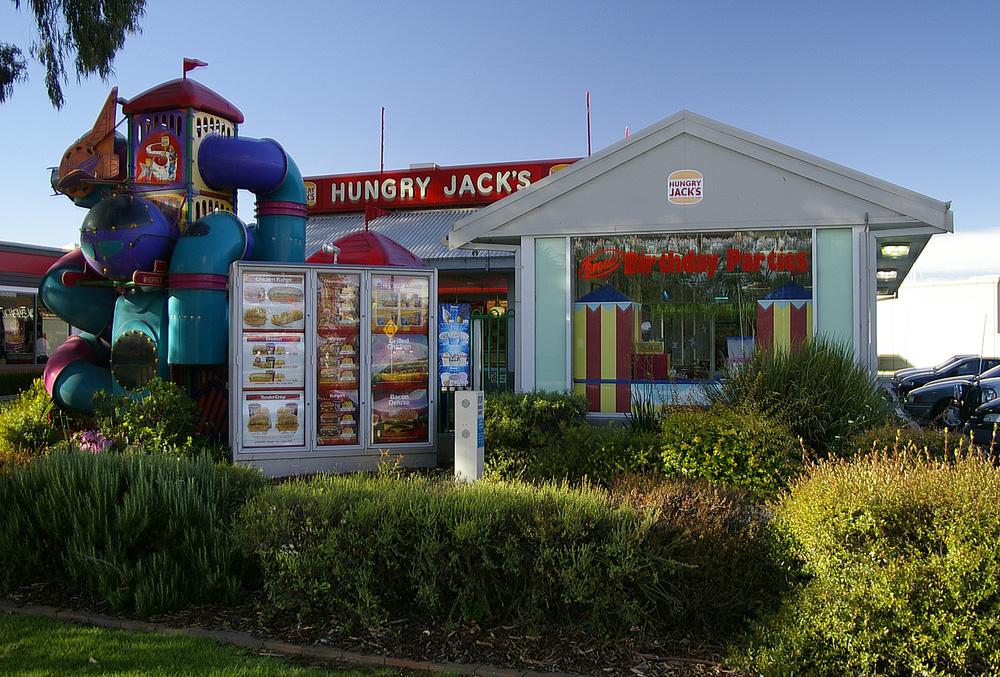
Un Hungry Jack's à Wagga Wagga.

Hungry Jack's est une chaîne de restauration rapide australienne, franchisée de la chaîne de restauration rapide Burger King. Ses principaux concurrents sont McDonald's, KFC et Red Rooster, les trois autres principales chaînes de restauration rapide en Australie.